# Police Gazette
La Police Gazette (aussi connue sous le titre The Hue and Cry) est un magazine produit à Londres de 1772 à 2017 et qui s'adresse à toutes les forces policières du Royaume-Uni. Dans ses premières années, le magazine publiait des informations sur les criminels recherchés, que ce soit pour faciliter leur identification, demander des informations supplémentaires ou,  dans certains cas, indiquer une récompense pour leur capture,,.